# Vaux-sur-Seine
Vaux-sur-Seine település Franciaországban, Yvelines megyében. Lakosainak száma 5143 fő (2022. január 1.). Vaux-sur-Seine Évecquemont, Meulan-en-Yvelines, Les Mureaux, Triel-sur-Seine, Verneuil-sur-Seine, Boisemont és Menucourt községekkel határos.

## Népesség
A település népessége az elmúlt években az alábbi módon változott:
| Lakosok száma | 929  | 969  | 1077 | 1137 | 1187 | 1423 | 1192 | 4920 | 5010 | 5143 |
|               | 1793 | 1821 | 1841 | 1861 | 1876 | 1891 | 1906 | 2016 | 2019 | 2022 |